# Дрезна (приток Медведицы)
Дрезна́ (устар. Дрозна́) — река в Бежецком, Кесовогорском, Кашинском и Рамешковском районах Тверской области, левый приток реки Медведицы, бассейн Волги.
Длина — 47 км, площадь водосборного бассейна — 934 км².
Исток находится юго-западнее села Новое Бежецкого района, впадает в Медведицу юго-западнее деревни Большие Сетки, на стыке границ трёх районов — Кашинского, Рамешковского и Кимрского. На устье, справа (на рамешковской стороне) существовал погост Козьмы-Демьяна, позднее деревня Дрезна.
Основные притоки: река Рожайка (12 км), река Югжа (19 км), река Теблешка (47 км), река Бережайка (30 км), руч. Вялья (Вилья) (13 км), река Городня (45 км).
На реке расположены населённые пункты Крутец и Сухолом. Благодаря чистой воде, пляжам, песчаному берегу и дну, речка является излюбленным местом отдыха и рыбалки для жителей близлежащих деревень.

## Данные водного реестра
В государственном водном реестре России относится к Верхневолжскому бассейновому округу, водохозяйственный участок реки — Волга от Иваньковского гидроузла до Угличского гидроузла (Угличское водохранилище), речной подбассейн реки — бассейны притоков (Верхней) Волги до Рыбинского водохранилища. Речной бассейн реки — (Верхняя) Волга до Куйбышевского водохранилища (без бассейна Оки).
Код объекта в государственном водном реестре — 08010100812110000003776.